# Brzeszczotek azjatycki
Brzeszczotek azjatycki (Notopterus notopterus) – gatunek słodkowodnej ryby z rodziny brzeszczotkowatych (Notopteridae). Jedyny przedstawiciel rodzaju Notopterus.
Występuje w wodach tropikalnych Azji Południowej (Pakistan, Bangladesz, Indie) i Azji Południowo-Wschodniej (Malezja, Tajlandia, Laos, Kambodża, Nepal, Wietnam, Indonezja). 
Osiąga przeciętnie około 25 cm, maksymalnie 60 cm długości. W akwariach mniejszy (do 35 cm). Opiekuje się potomstwem.

## Znaczenie gospodarcze

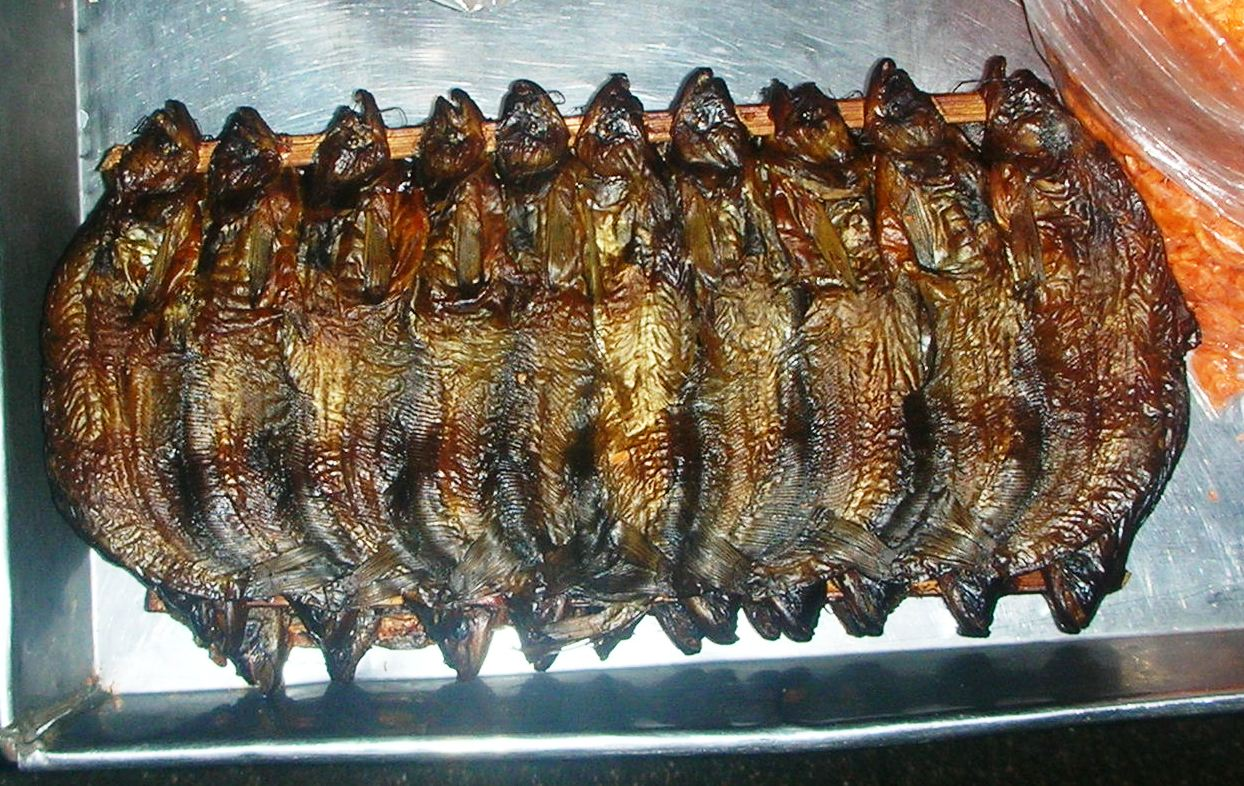
Wędzony brzeszczotek azjatycki

Gatunek poławiany komercyjnie do celów konsumpcyjnych, hodowany w akwakulturze. Spożywany w stanie surowym, suszonym oraz wędzonym.
Bywa trzymany w akwariach.